# Hubert Lafortune
Hubert Lafortune (Lovanio, 24 novembre 1889 – ...) è stato un ginnasta belga.

## Palmarès

### Olimpiadi
- 1 medaglia:
  - 1 argento (Anversa 1920 nel concorso a squadre)